# Peneplen
V geomorfologiji in geologiji je peneplen Zemeljsko površje z nizkim reliefom, ki je nastal zaradi dolgotrajne erozije. To je definicija v najširšem smislu, čeprav naj bi uporaba peneplena pogosto pomenila predstavitev skoraj končne (ali predzadnje) stopnje rečne erozije v času razširjene tektonske stabilnosti. Peneplene včasih povezujejo s teorijo o eroziji cikla Williama Morrisa Davisa, vendar so Davis in drugi strokovnjaki ta izraz uporabljali tudi na čisto opisen način brez kakršne koli teorije ali posebne geneze.
Obstoj nekaterih peneplenov in peneplenacija kot proces v naravi ni brez polemik zaradi pomanjkanja sodobnih primerov in negotovosti pri prepoznavanju reliktnih primerov. Po nekaterih definicijah se penepleni spustijo do osnovne ravni, ki jo predstavlja morska gladina, v drugih definicijah pa je tak pogoj zanemarjen. Geomorfologinja Karna Lidmar-Bergström in sodelavci menijo, da je merilo osnovnega nivoja ključnega pomena in nad natančnim mehanizmom nastanka peneplenov, tako tudi nekaterih peneplenov med penepleni.
Medtem ko se običajno domneva, da se penepleni oblikujejo blizu morske gladine, je bilo tudi predpostavljeno, da lahko penepleni nastanejo na višini, če obsežna sedimentacija dovolj dvigne lokalno osnovno gladino ali če so rečna omrežja nenehno ovirana zaradi tektonskih deformacij. Penepleni Pirenejev in Tibetanske planote lahko ponazarjajo ta dva primera.
Pogosta napačna predstava o peneplenih je, da bi morali biti tako preprosti, da so brez značilnosti. Pravzaprav so lahko nekateri penepleni gričevnati, saj odražajo nepravilno globinsko preperevanje in tvorijo ravnino, ki se stopnjuje do osnovne ravni le v velikem merilu.
Za peneplene velikega obsega je značilno, da se zdijo vklesani v kamnino brez upoštevanja strukture kamnine in litologije, vendar je v podrobnostih njihova oblika strukturno nadzorovana, na primer drenažne ločnice v peneplenu lahko sledijo bolj odporni kamnini. Po Davisovem mnenju so veliki potoki postali neobčutljivi na litologijo in strukturo, kar pa niso bili med dolinsko fazo erozijskega cikla. To lahko pojasni obstoj prekrivajočih se tokov.

## Vrste peneplenov
Obstajajo različni izrazi za oblike reliefa, ki so bodisi alternativa klasičnim peneplenom, podmnožica peneplenov ali pa se delno prekrivajo z izrazom. Slednji je primer ravnih površin, ki so lahko penepleni ali ne, medtem ko nekateri penepleni niso ravninske površine.
Green, Lidmar-Bergström in sodelavci v svojem delu iz leta 2013 ponujajo naslednjo klasifikacijsko shemo za peneplaine:
1. Planirane površine
  1. Pediplen
  2. Inselberška ravnica
  3. Etchplain
2. Hriboviti relief
  1. Vgraviran hriboviti relief

Rhodes Fairbridge in Charles Finkl trdita, da so penepleni pogosto mešanega izvora (poligenetski), saj so bili morda oblikovani z jedkanjem v obdobjih vlažnega podnebja in pediplanacijo v obdobjih sušnega in polsušnega podnebja. Dolgi časovni razponi, v katerih se razvijajo nekateri penepleni, zagotavljajo različne podnebne vplive. Isti avtorji navajajo tudi morsko abrazijo in ledeniško erozijo med procesi, ki lahko prispevajo k oblikovanju peneplenov.
Poleg tega je mogoče epigene peneplene razlikovati od ekshumiranih peneplainov. Epigenski penepleni so tisti, ki nikoli niso bili zasuti ali prekriti s sedimentno kamnino. Ekshumirani penepleni so tisti, ki so ponovno izpostavljeni, potem ko so bili zakopani v sedimente.
Najstarejši prepoznavni peneplen v regiji je znan kot primarni peneplen. Primer primarnega peneplena je subkambrijski peneplen na južnem Švedskem.

### Pedipleni
Koncept peneplena se pogosto primerja s konceptom pediplena. Vendar pa avtorji, kot je Karna Lidmar-Bergström, pediplene razvrščajo med vrste peneplenov. Nasprotno, Lester Charles King jih je imel za nezdružljive reliefne oblike in trdil, da penepleni ne obstajajo. King je napisal/a:
»Peneplain v davisovskem smislu, ki nastane zaradi zmanjševanja naklona in obrabe, v naravi ne obstaja. Ponovno bi ga morali definirati kot 'namišljeno reliefno obliko'.«
Po Kingu je razlika med pedipleni in Davisovimi penepleni v zgodovini in procesih, ki stojijo za njihovim nastankom, manj pa v končni obliki. Razlika v obliki, ki je lahko prisotna, je razlika v preostalih gričih, ki naj bi imeli v Davisovih peneplenih rahla pobočja, medtem ko bi morala biti v pediplensih enako strma kot pobočja v zgodnjih fazah erozije, ki vodi v pediplenacijo. Glede na to, da združeni pedimenti pediplenov tvorijo vrsto zelo blagih konkavnih pobočij, je razlika z Davisovim razumevanjem peneplenov morda v dejstvu, da so imeli njegovi idealizirani penepleni namesto tega zelo rahla konveksna pobočja. Vendar pa Davisovi pogledi na to temo niso povsem jasni. V nasprotju s tem stališčem Rhodes Fairbridge in Charles Finkl trdita, da je natančen mehanizem nastanka (pediplenacija itd.) nepomemben in da je bil izraz peneplen uporabljen in se lahko uporablja zgolj opisno. Poleg tega je zaradi menjave procesov z različnimi podnebji, relativno gladino morja in živimi organizmi malo verjetno, da so stare površine istega izvora.

## Ohranjanje in uničevanje peneplenov
Peneplene, ki so ločeni od svoje osnovne ravni, prepoznamo bodisi po tem, da vsebujejo kopičenje sedimentov, ki jih pokoplje, bodisi po tem, da so v dvignjenem položaju. Pokop ohranja peneplen. Vsak izpostavljeni peneplen, ki je ločen od svoje osnovne ravni, se lahko šteje za paleopovršje ali paleoplen. Dvig peneplena običajno povzroči ponovno erozijo. Kot je dejal Davis leta 1885:
»dotrajalo površje mora počakati, dokler ne ugasne s potopitvijo pod morje ali pa se regenerira z dvigom v nov cikel življenja«.
Dvignjeni penepleni se lahko ohranijo kot fosilne oblike reliefa v pogojih izredne suše ali pod neerodirajočim hladnim ledeniškim ledom. Erozija peneplenov s strani ledenikov v ščitastih regijah je omejena. V Fenoskandijskem ščitu znaša povprečna erozija ledenika v kvartarju več deset metrov, čeprav ni bila enakomerno porazdeljena. Da bi bila ledeniška erozija učinkovita v ščitih, je morda potrebno dolgo »pripravljalno obdobje« preperevanja v neledeniških razmerah.
Silicifikacija površin peneplena, ki so dovolj dolgo izpostavljene subtropskemu in tropskemu podnebju, jih lahko zaščiti pred erozijo.